# Kreis Gütersloh
Kreis Gütersloh är ett distrikt i Regierungsbezirk Detmold i det tyska förbundslandet Nordrhein-Westfalen, beläget sydväst om staden Bielefeld. Huvudort är staden Gütersloh.

## Administrativ kommunindelning
Invånarantal för 31 december 2013 anges inom parentes.
| Större städer - Gütersloh (95 507) Medelstora städer - Rheda-Wiedenbrück (46 876) - Rietberg (28 696) - Schloss Holte-Stukenbrock (26 318) - Verl (24 947) Mindre städer - Borgholzhausen (8646) - Halle (Westfalen) (21 167) - Harsewinkel (23 789) - Versmold (20 753) - Werther (11 353) | Landskommuner - Herzebrock-Clarholz (15.857) - Langenberg (8124) - Steinhagen (20 301) |  |

## Infrastruktur
Genom distriktet går motorvägarna A2 och A33, samt förbundsvägarna B55, B61, B64, B68 och B513.
1. ↑  hämtat från: tyskspråkiga Wikipedia.[källa från Wikidata]
2. ↑  läs online, www.landesdatenbank.nrw.de .[källa från Wikidata]
3. ↑  läs online, www.destatis.de .[källa från Wikidata]